# Narazaki Seigo
Narazaki Seigō (楢﨑 正剛 Narazaki Seigō,  sinh ngày 15 tháng 4 năm 1976 ở Kashiba, Nara) là một cựu cầu thủ bóng đá Nhật Bản từng thi đấu cho Nagoya Grampus và Yokohama Flügels ở J1 League, cũng như Đội tuyển bóng đá quốc gia Nhật Bản.

## Thống kê sự nghiệp
| Đội tuyển bóng đá Nhật Bản | Đội tuyển bóng đá Nhật Bản | Đội tuyển bóng đá Nhật Bản |
| Năm                        | Trận                       | Bàn                        |
| -------------------------- | -------------------------- | -------------------------- |
| 1998                       | 2                          | 0                          |
| 1999                       | 3                          | 0                          |
| 2000                       | 9                          | 0                          |
| 2001                       | 1                          | 0                          |
| 2002                       | 10                         | 0                          |
| 2003                       | 12                         | 0                          |
| 2004                       | 9                          | 0                          |
| 2005                       | 4                          | 0                          |
| 2006                       | 0                          | 0                          |
| 2007                       | 1                          | 0                          |
| 2008                       | 12                         | 0                          |
| 2009                       | 6                          | 0                          |
| 2010                       | 8                          | 0                          |
| Tổng cộng                  | 77                         | 0                          |